# Charles Brandon, 3. Duke of Suffolk

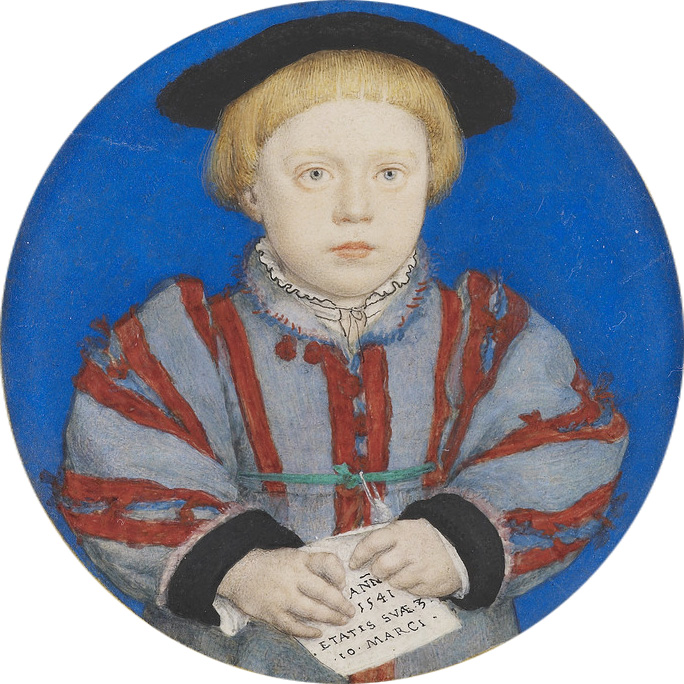
Charles Brandon als Dreijähriger, Miniaturporträt von Hans Holbein dem Jüngeren, 1541

Charles Brandon, 3. Duke of Suffolk (deutsch Herzog von Suffolk; * ca. 1537; † 14. Juli 1551 in Buckden) war ein englischer Adeliger und der jüngste Sohn von Charles Brandon, 1. Duke of Suffolk, und dessen vierter Frau Katherine Willoughby, 12. Baroness Willoughby de Eresby. Über seine Halbschwester Frances Brandon war er ein Onkel der Neuntagekönigin Jane Grey.

## Leben
Charles Brandon wurde in der ersten Hälfte des Jahres 1537, möglicherweise auch erst 1538, geboren, das genaue Datum ist nicht bekannt. Aus seiner frühen Kindheit ist eine Porträtminiatur von ihm erhalten, die der englische Hofmaler Hans Holbein der Jüngere im März 1541 zeichnete. Es entstand wahrscheinlich zusammen mit Miniaturen von Charles’ Bruder Henry, seiner Halbschwester Frances Brandon und deren Töchtern.
Sein Vater starb bereits 1545, als er etwa 7 Jahre alt war, woraufhin seine Mutter die Vormundschaft für ihre Söhne erhielt und sein älterer Bruder den Titel Duke of Suffolk erbte. Charles konnte als jüngerer Sohn zwar keinen Titel erben und war zu Lebzeiten nur als „Lord Charles Brandon“ bekannt, sein Vater traf in seinem Testament jedoch finanzielle Vorkehrungen für ihn und vermachte ihm u. a. die Vormundschaft für eine reiche Erbin. Dies war eine wichtige Einnahmequelle im England des 16. Jahrhunderts, da der Vormund den Besitz seines Mündels bis zu dessen Volljährigkeit verwalten konnte und ihm sämtliche Einnahmen daraus zustanden.
Als Zehnjähriger wurde Charles dann im Zuge der Feierlichkeiten zur Krönung Eduards VI. zum Knight of the Bath geschlagen.
Zwei Jahre später, an Ostern 1549, wurde Charles am St John’s College (Cambridge) immatrikuliert. Wie damals üblich begann er seine Universitätsausbildung bereits als Jugendlicher und Charles zeigte bald außergewöhnliches Talent. Sein Bruder wurde zunächst bei Hofe zusammen mit dem jungen König ausgebildet, schloss sich ihm aber später in Cambridge an. Ihr Lehrer dort war der Gelehrte und Humanist Sir Thomas Wilson, ein Freund ihrer Mutter, der später eine lateinische Denkschrift, Vita et obitus duorum fratrum Suffolcensium (Leben und Tod der beiden Brüder Suffolk) zu ihren Ehren verfasste. Ebenso widmete er den Brüdern in seinem Buch The Arte of Rhetorique (Die Kunst der Rhetorik) den Abschnitt Ein Beispiel zum Lob einer edlen Person (An example of commending a noble personage). Darin beschreibt er Charles unter anderem als einen intelligenten, gelehrigen Jungen, der „im Griechischen, Lateinischen und Italienischen mehr tun konnte, als man mir glauben würde“, „ein Kind, das sich aus eigener Neigung so willig anleiten ließ, wie kaum ein anderes durch Zwang“, „fröhlich“, „liebenswürdig“ und „sanftmütig“.
Sein Leben fand ein plötzliches Ende, als im Sommer 1551 in Cambridge der Englische Schweiß, eine gefährliche Infektionskrankheit, ausbrach. Charles und Henry wurden zwar auf Befehl ihrer Mutter sofort ins nahegelegene Buckden gebracht, trotzdem erkrankten beide noch am Abend ihrer Ankunft und starben tags darauf. Ihre hinzugeeilte Mutter fand Henry tot vor und Charles im Sterben.
Da er seinen Bruder um etwa eine Stunde überlebte und somit dessen Titel auf ihn überging, wird Charles im Allgemeinen als der 3. Duke of Suffolk bezeichnet. Er war damit Duke für die kürzeste Zeit, die jemals ein englischer Adeliger einen Titel innehatte.
Das Haus Brandon starb mit Charles’ Tod in der männlichen Linie aus und der Titel Duke of Suffolk fiel zurück an die Krone. Wenig später verlieh Edward VI. den Titel jedoch an Henry Grey, den Mann seiner Halbschwester Frances Brandon. Das Erbe seiner Mutter, der Titel Baron Willoughby de Eresby ging später an deren Sohn aus zweiter Ehe, Peregrine Bertie über.